# رضا یزدانی (کشتی‌گیر)
رضا یزدانی چراتی (زادهٔ ۳ شهریور ۱۳۶۳) کشتی‌گیر پیشین و مربی کشتی ایرانی است. یزدانی در دسته‌های میان‌وزن و سنگین‌وزن کشتی آزاد قهرمان کشتی جهان در سال‌های ۲۰۱۱ و ۲۰۱۳ و قهرمان سه دورهٔ مسابقات قهرمانی کشتی آسیا در سال‌های ۲۰۱۰، ۲۰۱۶ و ۲۰۱۹ است. او همچنین برنده سه مدال طلا در سه دورهٔ پیاپی بازی‌های آسیایی ۲۰۰۶، ۲۰۱۰ و ۲۰۱۴ است.
رضا یزدانی ابتدا در وزن ۸۴ ک‌گ به عضویت تیم ملی کشتی درآمد و توانست مدال طلای بازی‌های آسیایی ۲۰۰۶ دوحه و نیز دو مدال برنز قهرمانی کشتی جهان در ۲۰۰۶ گوانگژو و ۲۰۰۷ باکو را کسب کند اما از سال ۲۰۱۰ به دستهٔ ۹۷ ک‌گ صعود کرد و توانست در تورنمنت‌های مختلف آسیایی و جهانی موفق عمل کند. یزدانی همچنین در سه دوره بازی‌های المپیک ۲۰۰۸، ۲۰۱۲ و ۲۰۱۶ حضور داشت که بر اثر عوامل مختلف با ناکامی همراه شد. او پس از رقابت های قهرمانی آسیا ۲۰۱۹ شی‌آن از کشتی خداحافظی کرد و به مربیگری پرداخت.

## زندگی شخصی
رضا یزدانی اصالتاً اهل شهرستان جویبار می‌باشد. وی به خاطر علاقه زیاد پدرش به کشتی، این ورزش را انتخاب نمود و از سال ۱۳۷۵، وقتی که یازده ساله بود شروع به کار کرد. اولین مربی وی، محمود اسماعیل‌پور بوده‌است. وی همچنین در سال ۱۳۸۳ به عضویت تیم ملی کشتی آزاد درآمد.

## فعالیت حرفه‌ای ورزشی

### قهرمانی جهان ۲۰۰۶
رضا یزدانی در وزن ۸۴ کیلوگرم ایران در دور اول ۹ بر صفر (۶ - صفر و ۳ - صفر) ویلیرس از آفریقای جنوبی را شکست داده بود. یزدانی در دور دوم به مصاف ساجید ساجیداف قهرمان سال ۲۰۰۳ جهان و نفر سوم المپیک آتن از روسیه رفت که توانست تایم اول را ۲ بر یک از این حریف قدرتمند ببرد اما، در دو تایم بعدی با نتایج یک بر صفر مغلوب شد. یزدانی در مرحله شانس مجدد در مصاف با ترویس کراس از کانادا ۵ بر صفر(۳–۰ و ۲–۰) پیروز شد و سپس هوربیک از لهستان را ۳ بر یک (۲–۰ و۱–۱) مغلوب کرد. یزدانی در دیدار رده‌بندی به مصاف تاراس دانکو نفر سوم مسابقات جهانی بوداپست از اوکراین رفت که یزدانی با ضربه فنی به پیروزی رسید تا صاحب مدال با ارزش برنز شود. یزدانی در تایم اول ۲ بر صفر به پیروزی رسید و در تایم دوم در حالی که نتیجه مسابقه به سود او بود با فن فته پا حریف را به پل زد تا با ضربه فنی به پیروزی برسد.

### بازی‌های آسیایی ۲۰۰۶
رضا یزدانی با پیروزی بر کشتی‌گیران شاخصی نظیر ماگمد کوروگلیف، برنده مدال برنز سال ۲۰۰۵ از قزاقستان و زائوربک سوخیف، برنده مدال برنز سال ۲۰۰۶ از ازبکستان صاحب مدال طلا شد. یزدانی حریف کشتی بلد ازبکی خود را در فینال هفت بر یک مغلوب کرد.

### قهرمانی جهان ۲۰۰۷
در وزن ۸۴ کیلوگرم، رضا یزدانی در دور اول وادیم لالی اف نفر سوم سال ۲۰۰۶ اروپا از ارمنستان را از پیش رو داشت، یزدانی در دو تایم متوالی سه بر یک حریفش را شکست داد. یزدانی در کشتی دوم نوروز تمرزاف روسی الاصل از آذربایجان را شکست داد. یزدانی در کشتی سوم خود به مصاف رولندری هررا زونیگا از کوبا رفت و سه بر صفر به پیروزی رسید. یزدانی در مرحلهٔ یک چهارم نهایی، سه بر دو تریویس کراس از کانادا را شکست داد تا ضمن راه‌یابی به مسابقه ماقبل فینال، سهمیه المپیک را بدست آورد. در مرحلهٔ نیمه نهایی، یزدانی در مصاف با گئورگی کتویف از روسیه شش بر یک بازنده شد تا به دیدار رده‌بندی برسد. در دیدار رده‌بندی یزدانی در مصاف با جو ویلیامز از آمریکا به پیروزی رسید تا برای دومین بار مدال برنز جهان را بر سینه زند.

### المپیک پکن ۲۰۰۸
رضا یزدانی ملی پوش وزن هشتاد و چهار  کیلوگرم کشتی آزاد ایران که در دور اول حریف لهستانی را برده بود و سپس مقابل نوروز تمرزاف آذربایجانی ضربه شد، با شکست تمرزاف در یک چهارم نهایی مقابل گئورگی کتویف از روسیه، یزدانی حذف شد.

### قهرمانی آسیا ۲۰۱۰
رضا یزدانی کشتی‌گیر وزن ۹۶ کیلوگرم کشورمان که در دورهای اول تا سوم به ترتیب کشتی گیران چین تایپه، ژاپن و قرقیزستان را شکست داده بود در دیدار فینال نیز موفق شد و در سالن ایندیرا گاندی شهر دهلی نو در دو تایم با نتیجه ۸ بر صفر کاتایف از قزاقستان را شکست دهد و صاحب مدال طلا شود.

### بازی‌های آسیایی ۲۰۱۰
رضا یزدانی در نخستین دیدار خود در وزن ۹۶ کیلوگرم مقابل الکارار از سوریه برگزار کرد و با نتیجه ۷ بر صفر مقابل این کشتی‌گیر گمنام به پیروزی رسید. یزدانی در مرحله یک چهارم نهایی مقابل تیموراز تگی‌یف از قزاقستان با نتیجه ۶ بر یک به پیروزی رسید و جواز حضور در مرحله نیمه نهایی را بدست آورد. یزدانی در مرحله نیمه نهایی کیم جائه گانگ از کره جنوبی را با اقتدار در دو تایم شکست داد. در دیدار فینال با نتیجه ۱۰ بر ۷ قربان قربان‌اف دارنده مدال برنز رقابت‌های جهانی از ازبکستان را شکست داد و با شایستگی قهرمان آسیا شد.

### قهرمانی جهان ۲۰۱۱
رضا یزدانی کشتی‌گیر وزن ۹۶ کیلوگرم پس از استراحت در دور نخست در دور دوم مقابل گونزالز از اسپانیا با ضربه فنی به پیروزی رسید. وی در دور سوم مقابل کیس از مجارستان در دو تایم با نتیجه ۷ بر صفر به برتری رسید و به دور چهارم راه یافت. یزدانی در مرحله یک چهارم نهایی مقابل روسلان شیخ اف از بلاروس دارنده مدال برنز جهان با نتیجه صفر بر یک، ۳ بر صفر و ۳ بر صفر به پیروزی رسید و علاوه برای کسب سهمیه المپیک به مرحله نیمه نهایی راه یافت. عضو تیم ملی کشتی آزاد ایران در مرحله نیمه نهایی مقابل بالتیک از نیجریه با نتیجه یک بر صفر و ۷ بر یک به پیروزی رسید و راهی دیدار فینال شد. دارنده دو مدال برنز جهان در دیدار فینال مقابل سرحت بالچ ترکیه با به پیروزی رسید و صاحب مدال طلا شد.

### المپیک لندن ۲۰۱۲
رضا یزدانی پس از استراحت در دور نخست، در دور دوم مقابل عبدالسلام گادیسف، از روسیه به پیروزی رسید. نماینده کشورمان در دور سوم هم در دو‌ وقت برابر محمد موسایف از قرقیزستان به پیروزی دست یافت و به نیمه‌نهایی رسید.   یزدانی در مرحله نیمه نهایی با این‌که کادر فنی تیم ملی به دلیل احساس ناراحتی در ناحیه پا از او خواستند انصراف دهد، به کشتی ادامه داد. اما در اواخر وقت اول با تشدید مصدومیت از ادامه مسابقه بازماند. یزدانی در پی مصدومیت، قادر به راه رفتن نبود و با صندلی چرخدار سالن را ترک کرد.

### قهرمانی جهان ۲۰۱۳
یزدانی که پس از استراحت در دور نخست، در دور دوم با نتیجه ۷ بر ۳ ایوان یانکوسکی از بلاروس را شکست داده بود، در دور سوم نیز در کمتر از دو دقیقه با نتیجه ۷ بر صفر مقابل مانوت ساندو از کانادا به پیروزی رسید. وی در دور سوم داتو کراشویلی از گرجستان را با نتیجه ۸ بر ۲ مغلوب کرد و به نیمه‌نهایی رسید. یزدانی برای حضور در فینال نیز با نتیجه ۸ بر یک پاولو اولینیک از اوکراین را از پیش رو برداشت و جواز حضور در دیدار پایانی را کسب کرد. یزدانی در فینال با نتیجه ۴ بر ۲ مقابل ختاگ گازیموف، دارنده مدال برنز المپیک لندن از آذربایجان به پیروزی دست یافت و مدال طلا را آز آن خود کرد.

### قهرمانی جهان ۲۰۱۴
رضا یزدانی در دور اول با نتیجه ۱۰ بر صفر مقابل سومیت از هند به پیروزی رسیده بود، در دور دوم هم با نتیجه ۹ بر ۳ از سد محمد موسایف، قهرمان آسیا از قرقیزستان گذشت و گام به یک‌چهارم نهایی گذاشت، اما در این مرحله با ارائه نمایشی ضعیف و با نتیجه ۸ بر صفر مغلوب شامیل اردوغان، کشتی‌گیر گمنام ترکیه‌ای شد و شانس حضور در نیمه‌نهایی را از دست داد. شامیل اردوغان در نیمه نهایی با باخت مقابل عبدالسلام گادیسف از رسیدن به مرحله فینال بازماند و باعث حذف رضا یزدانی شد.

### بازی‌های آسیایی ۲۰۱۴
رضا یزدانی که دارنده دو مدال طلای پیکارهای کشتی آزاد قهرمانی سال ۲۰۱۱ و ۲۰۱۳ جهان است در دور اول با قرعه استراحت روبرو شد. وی در دور دوم رقابت‌های وزن ۹۷ کیلوگرم با خودربولگا دورجخاندین از مغولستان روبرو شد و در این کشتی حریف خود را با نتیجه ۶ بر صفر شکست داد و به مرحله نیمه نهایی رسید و سپس با برد قاطع برابر یون چان-اوک از کره به فینال رسید. یزدانی در دیدار فینال وزن ۹۷ کیلوگرم محمد موسایف دارنده مدال طلا و نقره رقابت‌های قهرمانی کشتی آزاد آسیا در سالهای ۲۰۱۲ و ۲۰۱۴ از قرقیزستان را با نتیجه ۱۴ بر ۴ شکست داد و صاحب مدال طلا شد و با پرچم ایران دور افتخار زد.

### قهرمانی آسیا ۲۰۱۶
یزدانی در دور نخست با نتیجه ۱۰ بر صفر جانی اکاپوینگ از تایلند را شکست داد و در دور بعد نیز مقابل سهراب جان مکرم اف از ازبکستان با نتیجه ۱۱ بر صفر به پیروزی رسید و راهی مرحله نیمه نهایی شد. وی در دیدار ماقبل فینال نیز مقابل خودربولگا دورجخاندین از مغولستان با حساب ۷ بر صفر به برتری رسید. یزدانی در فینال به مصاف محمد موسایف از قرقیزستان رفت و در پایان موفق شد با ضربه فنی در همان تایم نخست به سومین مدال طلای ایران در این رقابت‌ها دست پیدا کند.

### المپیک ریو ۲۰۱۶
داستان رضا یزدانی در المپیک ۲۰۱۶ به تلخ‌ترین شکل ممکن به پایان رسید. کشتی‌گیر وزن ۹۶ کیلوگرم ایران بازی‌های المپیک را با برد برابر ابراهیم بولکباشی ترک آغاز کرد. وی در دیدار دوم در برابر ختاگ گازیموف آذربایجانی شکست خورد که در مورد داوری این بازی، صحبت‌های زیادی مطرح شد تا سرانجام داور بازی محروم شد. با صعود گازیموف به فینال، یزدانی به شانس مجدد رفت. یزدانی بازی اول را در برابر رادوسلاو باران از لهستان ۵ بر ۲ پیروز شد اما در دور دوم، محمد ابراهیم‌اف ازبکستانی در کمتر از ۲۰ ثانیه یزدانی را ضربه فنی کرد تا پرونده ایران در المپیک ریو دوژانیرو به پایان برسد.

### قهرمانی آسیا ۲۰۱۹
در وزن ۹۷ کیلوگرم رضا یزدانی در دور نخست با نتیجه ۵ بر صفر سلیم موحامت موحادیف از ترکمنستان را شکست داد. وی در دور دوم مقابل محمد موسایف از قرقیزستان با نتیجه ۱۶ بر ۴ پیروز شد و به مرحله نیمه نهایی راه یافت. وی در این مرحله با نتیجه ۹ بر ۳ علیشیر یرگالی از قزاقستان را مغلوب کرد و راهی دیدار پایانی شد. یزدانی در دیدار فینال با نتیجه ۷ بر ۴ از سد باتزول اولزیسایخان از مغولستان گذشت و مدال طلا را از آن خود کرد.

## حاشیه‌ها
پیش از آغاز مسابقات جهانی مسکو فدراسیون کشتی نام رضا یزدانی را به دلیل مصدومیت از فهرست تیم ملی کشتی آزاد خط زد. یزدانی در مصاحبه‌ای دلیل خط خوردنش را مصدومیت ندانست و اشاره به دلایل انضباطی از جانب فدراسیون نمود. او همچنین دلیل دیگر خط خوردنش را حضور نیافتنش در تئاتر دانست.
پس از آن رضا یزدانی برای بازگشت به تیم ملی کشتی آزاد از اسفندیار رحیم‌مشائی درخواست کمک نمود.